# 王の顔
『王の顔』（おうのかお）は、2014年11月19日から2015年2月5日まで、韓国KBSで放送された全23話のテレビドラマ（時代劇）である。
ソ・イングクやチョ・ユニらが出演した。
日本では、CSチャンネル衛星劇場にて2015年3月15日より初めて放送され、その後テレビ東京の「韓流プレミア」枠で2015年11月30日より放送され、以降BSジャパン等でも放送された。

## 概要
16世紀末、李氏朝鮮の宣祖の時代を舞台にした、ファンタジー要素を加えた創作的時代劇ドラマ。
「観相師」と呼ばれる人の顔の相（そう）を読む一種の占い師が登場し、その観相師によって王になってはならないと予言された14代朝鮮王の宣祖（ソンジョ）が、予言を信じようとせず国政を動かすが、次々に発生する厄災に悩まされる。
主役である光海君（クァンヘグン）はその次の15代王となる人物であるが、初めのうちは面白半分で観相に興味を持ち関わるが多くの失敗に遭う。しかし人民の生活苦や父王の苦難に同情しては自ら複雑な問題の解決に取り組み、次第に宮中内外の様々な相手と関わりながら成長し、人の心を読み操る力を身につけ、やがて観相師の真実へと近づいていく。
作風としてはラブロマンス的な要素も含まれるが主軸ではなく、主要な登場人物の多くが何らか武術を身につけており、流血を伴う殺陣シーンも多い。また政治的な駆け引き、観相という謎の技術を使って巧みに人を誘導し騙し合うサスペンス的な色合いが強くなっている。
話中には厄災として飢饉や疫病のような自然災害に加え、豊臣秀吉による朝鮮侵攻（文禄の役）や、明や後金といった他国との衝突もあり、演出による各国の人物表現をうかがえる。
なお全話を通じ冒頭に、物語がフィクションであるという注意書きが表示され、架空性を強くほのめかしている。

## 登場人物
・()は日本語吹替え版、およびBD版、DVD版の声優。

### 主要人物
- 光海君：ソ・イングク - （声：内田岳志）、幼少時代：ホン・ウンテク（朝鮮語版）、少年時代：ソ・ドンヒョン（俳優）（朝鮮語版）

このドラマの主人公。朝鮮王朝第15代王。宣祖と第一側室の恭嬪金氏の次男

- 宣祖：イ・ソンジェ (俳優)（朝鮮語版） - （声：三木眞一郎）、少年時代：ホン・テウィ（朝鮮語版）

朝鮮王朝第14代王
- キム・カヒ（金佳熙）：チョ・ユニ - （声：平井祥恵）、少女時代：チョン・ミンソ（朝鮮語版）
- キム・ドチ（金都治）：シン・ソンロク - （声：玉木雅士）
- キム貴人（クイィン）：キム・ギュリ　(김규리) - （声：竹内絢子）

宣祖の第二側室。後の仁嬪金氏

### 光海君の周辺人物
- 懿仁王后朴氏：イム・ジウン（朝鮮語版）

宣祖の第一正室
- 仁穆王后金氏：コ・ウォニ（朝鮮語版） - （声：大関英里）[3]

宣祖の第二正室
- ユ・ジョンファ（世子嬪柳氏）：キム・ヒジョン(김희정) - （声：下山田綾華）[4]

光海君の正室
- 臨海君：パク・ジュヒョン（俳優）（朝鮮語版）

宣祖と恭嬪金氏の長男で、光海君の兄
- イム・ヨンシン（林永信）：ユン・ボンギル（俳優）（朝鮮語版） - （声：佐藤亮太）[5]

- ホ・ギュン（許筠）：イム・ジギュ（朝鮮語版）

### 宣祖の周辺人物
- イ・サネ（李山海）：アン・ソクファン

- チョン・チョル（鄭澈）：チュ・ジンモ

- ユ・スン（劉承）：ソン・グィヒョン

- ユ・ジャシン（柳自新）：イ・チョン

ユ・ジョンファの父
- カン・ジニョル（姜振烈）：キム・バンウォン

- ホン淑容（スギョン）：チ・ソユン - （声：福沙奈恵）[6]

宣祖の側室

### カヒの周辺人物
- キム・ドゥソ（金斗序）：チョ・ウォニ

キム・カヒの父
- パク氏（朴氏）：キム・ヒョンスク

キム・カヒの母

### キム貴人の周辺人物
- キム・ゴンリャン（金公諒）：イ・ビョンジュン

キム貴人の兄
- パク尚宮：ミン・ソナ

キム貴人付きの尚宮
- 信城君：ウォン・ドッキョン

キム貴人の次男
- 定遠君：ソ・ヒョンソク、少年時代：パク・ジュンモク

キム貴人の三男

### 観相師
- ペク・キョン（白景）：イ・スンジェ

- ソン内官：キム・ミョンゴン

- コ・サン（高山）：イ・ギヨン

### 大同契
- チョン・ヨリプ（鄭汝立）：チェ・チョロ - （声：増元拓也）[7]

- ソ・ヨン（瑞容）：ユン・ジノ

- ジニョン （進迎）：イ・サンイン

- ソンウォル（松月）：イム・スヒョン

- ポンドゥ（奉斗）：パク・ジェミン

- オギル（吳吉）：チェ・ガンウォン

- サムギル（山吉）：チョン・ムニョプ

オギルの兄

### その他の人物
- オ尚宮：オ・ウノ

懿仁王后付きの尚宮
- チャン・ステ（張泰秀）：コ・インボム

- ムチョル（武哲）：ペク・ジェジン

- ギョンサン（京善）：ユン・ビンナ

チンジュ閣の妓生
- カプ（甲兒）：キム・ヨル

チンジュ閣の妓生
- ヨンジュ（娟珠）：キム・ソジョン

チンジュ閣の妓生

## 日本での放送
- 衛星劇場：2015年3月15日[8] - 2015年5月31日 [9]（毎週日 23時00分 - 翌1時30分）朝鮮語放送（日本語字幕付き）※二話連続放送、2015年5月31日は一話放送
  - 同上：2015年7月16日[10] - 2015年7月31日[11]（毎週月〜金 5時00分 - 7時30分）※再放送、2015年7月31日は一話放送
- テレビ東京：2015年11月30日 - 2016年1月6日（毎週月〜金 8時15分 - 9時11分）二ヶ国語放送(日本語字幕付き)
- テレビ愛知：2016年1月25日 - 2016年2月24日（毎週月〜金 9時00分 - 10時00分）二ヶ国語放送(日本語字幕付き)
- テレビ大阪：2016年1月26日 - 2016年2月26日（毎週月〜金 11時59分 - 13時00分）二ヶ国語放送(日本語字幕付き)
  - 同上：2021年5月20日 - 2021年6月21日（毎週月〜金 11時59分 - 12時57分）※再放送
- TVQ九州放送：2016年2月9日 - 2016年3月10日（毎週月〜金 8時00分 - 9時00分）二ヶ国語放送(日本語字幕付き)
  - 同上：2019年6月19日 - 2019年7月22日（毎週月〜金 15時00分 - 16時00分）※再放送
- テレビせとうち：2016年2月29日 - 2016年3月30日（毎週月〜金 8時00分 - 8時55分）二ヶ国語放送（日本語字幕付き）
- テレビ北海道：2016年3月22日 - 2016年4月21日（毎週月〜金 9時25分 - 10時25分）二ヶ国語放送（日本語字幕付き）
  - 同上：2020年4月13日 - 2020年5月14日（毎週月〜金 9時30分 - 10時25分）※再放送
- 信越放送：2016年4月1日 - 2016年5月3日（毎週月〜金 13時55分 - 14時50分）二ヶ国語放送（日本語字幕付き）
- BSジャパン(現：BSテレ東)：2016年4月27日 - 2016年5月27日（毎週月〜金 10時57分 - 12時00分）二ヶ国語放送(日本語字幕付き)
  - 同上：2023年1月13日 - （毎週月〜金 10時55分 - 12時00分）※再放送
- LaLa TV：2016年5月5日 - 2016年6月6日（毎週月〜金 8時30分 - 9時45分）朝鮮語放送（日本語字幕付き）
- アジアドラマチックTV：2017年2月20日[12] - 2017年3月22日[13]（毎週月〜金 12時00分 - 13時10〜25分頃）朝鮮語放送（日本語字幕付き）
  - 同上：2017年6月10日[14] - 2017年7月9日[15]（毎週土 18時00分 - 21時15分頃、毎週日 16時00分 - 21時15分頃）※再放送。6月10日は1話のみを20時00分から21時15分頃迄放送。土曜は二話連続、日曜は三話連続放送
  - 同上：2017年6月28日[16] - 2017年8月1日[17]（毎週月〜金 3時30分 - 4時45分頃）※再々放送
- BS日テレ：2017年9月22日 - 2017年10月24日（2017年9月22日から9月29日迄毎週月〜金 10時00分 - 10時55分、2017年10月2日から10月24日迄毎週月〜金 12時00分 - 13時00分[18]）朝鮮語放送（日本語字幕付き）
- KBS World：2017年11月18日 - 2018年2月4日（毎週土・日 23時00分 - 翌00時10分）朝鮮語放送（日本語字幕付き）
- UTYテレビ山梨：2018年10月10日 - 2018年11月9日（毎週月〜金 14時54分 - 15時49分）
- チャンネル銀河：2019年4月3日 - 2019年5月3日（毎週月〜金 21時30分 - 22時45分）朝鮮語放送（日本語字幕付き）
  - 同上：2019年7月30日 - 2019年8月14日（毎週月〜金 14時30分 - 17時00分）※再放送、二話連続放送
  - 同上：2019年10月16日 - 2019年11月19日（毎週月〜金 5時00分 - 6時15分）※再放送
- サンテレビ：2019年10月29日 - 2019年11月28日（毎週月〜金 13時00分 - 13時56分）二ヶ国語放送（日本語字幕付き）
- KBS京都：2020年4月7日 - 2020年6月23日（毎週火 21時00分 - 21時55分、22時00分 - 22時55分）二ヶ国語放送（日本語字幕付き）※二話連続放送
- TBSチャンネル1：2020年4月8日 - 2020年4月27日（毎週月〜金 20時30分 - 22時50分）朝鮮語放送（日本語字幕付き）※二話連続放送 
  - 同上：2020年5月5日 - 2020年5月20日（毎週月〜金 3時30分 - 5時50分）※再放送、※二話連続放送
  - 同上：2020年7月14日 - 2020年7月31日（毎週月〜金 3時30分 - 5時50分）※再放送、二話連続放送
  - 同上：2020年9月2日 - 2020年9月17日（毎週月〜金 3時30分 - 5時50分）※再放送、二話連続放送
- TBSチャンネル2：2020年6月17日 - 2020年7月2日（毎週月〜金 12時00分 - 14時20分）※再放送、二話連続放送
  - 同上：2020年8月7日 - 2020年8月25日（毎週月〜金 12時00分 - 14時20分）※再放送、二話連続放送
- BS-TBS：2020年9月7日 - 2020年10月14日（毎週月〜木 3時00分 - 4時00分）二ヶ国語放送(日本語字幕付き)
  - 同上：2021年6月11日 - 2021年7月13日（毎週月〜金 7時00分 - 7時54分）※再放送
- チバテレ：2020年10月16日 - 2020年11月17日（毎週月〜金 9時30分 - 10時25分）二ヶ国語放送(日本語字幕付き)
  - 同上：2023年6月27日 - 2023年8月17日（毎週月〜金 9時30分 - 10時25分）※再放送
- テレ玉：2022年2月19日 - 2022年8月20日（毎週土 12時05分 - 13時00分）二ヶ国語放送(日本語字幕付き)
- ホームドラマチャンネル：2022年8月11日[19] - 2022年10月27日[20]（毎週木・金 15時20分 - 16時30分）
  - 同上：2022年8月15日[21] - 2022年10月31日[22]（毎週月 21時00分 - 23時30分）※再放送、二話連続放送